# Malkata
Malkata (búlgar Малката, "la petita") és una pel·lícula búlgara de 1959 dirigida per Nikola Korabov. La pel·lícula es va estrenar als cinemes búlgars el 4 de maig de 1959 i als cinemes de la República Democràtica Alemanya el 12 de febrer de 1960. Fou seleccionada per a la secció oficial del Festival Internacional de Cinema de Sant Sebastià 1959

## Argument
La jove estudiant Lara viu amb el seu pare Sokerov, propietari d'una llibreria, el seu germà Mirtxo, escriptor, la seva dona Sora, el seu germà Veselin, metge, i la seva dona Nella. La mare va morir quan era petita i el pare planeja casar-la amb Antov, antic amic de Mirtxo, sense que ella ho sàpiga. Tanmateix, coneix Boris i tot es trastoca.

## Repartiment
| Paper   | Actor                |
| ------- | -------------------- |
| Lada    | Margarita Ilijeva    |
| Boris   | Anani Javastxev      |
| Ketinov | Ivan Dimov           |
| Sokerov | Stefan Gadularov     |
| Mirtsxo | Georgi Kalojantstxev |
| Veselin | Emil Grekov          |
| Nella   | Julia Teofanova      |
| Antov   | Spass Dshonev        |
| Sora    | Liljana Botstxeva    |